# Abyssoberyx levisquamosus
Abyssoberyx levisquamosus, jedina vrsta u rodu Abyssoberyx (porodica Stephanoberycidae) koju s 2005 opisali Merrett & Moore. Morska batipelagijska riba koja živi na dubinama od 4480 - 4565 metara u sjeveroistočnom atlantiku između 22°N - 20°N, 21°W - 31°W.
A. levisquamosus naraste svega do 16.8 cm. Ispitivanja su izvršena na svega tri primjerka, u sva tri slučaja ženke od 15.2, 15.5, 16.8 cm. Crijevni uzorci sadržavali su hitinske ostatke. 
Karakteristike su joj cikloidne ljuske, leđna peraja s jednom ili dvije bodlje.